# Franz Bauer (Pädagoge, 1910)
Franz Bauer (* 21. Mai 1910 in Dessau; † 8. März 1986 in Berlin) war ein deutscher Schulpolitiker, Pädagoge und Schriftsteller.

## Leben
Bauer wurde als Sohn einer sozialdemokratischen Arbeiterfamilie geboren. Zwischen 1925 und 1929 absolvierte er eine Schriftsetzerlehre und arbeitete später als Buchdrucker in der sozialdemokratischen Arbeiter-Druckerei. Bauer schloss sich der Sozialistischen Arbeiter-Jugend (SAJ) und später auch der Sozialdemokratischen Partei Deutschlands (SPD) an. Von 1930 bis 1933 war er Vorsitzender der SAJ Dessau.
Ab 1927 leitete er die Laienspielgruppe „Rote Fanfaren“ in Dessau, die sich als politisches Kabarett verstand und sich in öffentlichen Aufführungen ab 1932 auch mit den lokalen Nazigrößen anlegte. Im Stück Der Pfaffenspiegel prangerte sie die reaktionäre, pro-nationalsozialistische Haltung einiger Dessauer Geistlicher an und machte den NSDAP-Gauleiter Wilhelm Friedrich Loeper lächerlich.
Die NS-Zeitung Anhalter Anzeiger, die Anhaltische Landeskirche sowie weitere Zeitungen außerhalb Anhalts griffen Bauer und die „Roten Fanfaren“ scharf an. Selbst Heinrich Pëus drohte, Bauer aus der SPD auszuschließen. Die Evangelische Landeskirche strengte unter dem Vorwurf der „Gotteslästerung“ einen Prozess an. 
Nach Erlass der so genannten Reichstagsbrandverordnung vom 28. Februar 1933 (nach der die wesentlichen Grundrechte der Weimarer Verfassung, wie das Verbot von Beschränkungen der persönlichen Freiheit, die Unverletzlichkeit der Wohnung etc. außer Kraft gesetzt wurden) ist Bauer kurz darauf zur Reichstagswahl am 5. März 1933 verhaftet und später zu 18 Monaten Gefängnis verurteilt worden. 1933/34 war er im Zuchthaus Coswig inhaftiert und wurde dort misshandelt. Nach seiner Haftentlassung tauchte Bauer in Hamburg unter.
Nach Kriegsende 1945 kehrte Bauer als KPD-Mitglied aus Hamburg nach Dessau zurück und wurde zum Neulehrer ausgebildet. Er engagierte sich beim Aufbau eines „neuen antifaschistisch-demokratischen Volksschulwesens“ und war ab 1950 Direktor der Dessauer Grundschule IV in der Flössergasse, dann ab 1951 Schulrat in Dessau. Im Jahre 1954 wurde er als Schulrat nach Halle (Saale) berufen. Ab 1956 studierte Bauer Pädagogik an der Humboldt-Universität zu Berlin und wirkte anschließend von 1959 bis 1963 als Stadtschulrat in Berlin. Ab 1963 fungierte er als Direktor des Instituts für Lehrerbildung „Clara Zetkin“ in Berlin.
Von 1954 bis 1958 war Bauer zudem Nachfolgekandidat der Volkskammer.
Bauer wurde im Ehrenhain der antifaschistischen Widerstandskämpfer auf dem Zentralfriedhof in Berlin-Friedrichsfelde beigesetzt. Sein Nachlass findet sich im Archiv der Bibliothek für Bildungsgeschichtliche Forschung in Berlin.

## Werke
- Georg Büchner. Eine biographische Erzählung. Verlag Neues Leben, Berlin 1949[1].
- Gotthold Ephraim Lessing. Das Erwachen des bürgerlichen Geistes. Verlag Neues Leben, Berlin 1949.

## Auszeichnungen
- Verdienter Lehrer des Volkes (1951)
- Pestalozzi-Medaille für treue Dienste (1960)
- Verdienstmedaille der DDR (1960)
- Medaille für Kämpfer gegen den Faschismus 1933 bis 1945
- Vaterländischer Verdienstorden